# Salamanca (Chili)
Pour les articles homonymes, voir Salamanca.
Salamanca est une ville et une commune du Chili de la province de Choapa, elle-même située dans la région de Coquimbo. En 2016, sa population s'élevait à 27 410 habitants. La superficie de la commune est de 3 445 km2 (densité de 8).

## Histoire

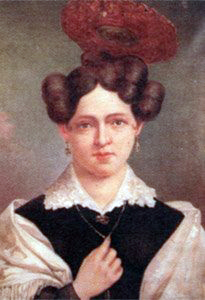
Matilde Salamanca

Durant la junte militaire el valle del Choapa était surnommé Valle Rojo du a sa couleur politique, et les autorités ont réformé un grand nombre de jeunes afin d'éviter la colorisation de l'armée.
Cette ville connait désormais un essor économique dû à l'exploitation de la nouvelle mine de Pelhambre dans la vallée intérieure.
La ville de Salamanca a été fondée le 29 novembre 1844, par le gouverneur par intérim de Illapel Joaquin de Ceballos, par la résolution du Conseil des hôpitaux de Saint-Jacques, dans les motifs de la Hacienda Choapa, à ce moment-là détenue par les organismes de bienfaisance. Le domaine a été possédé par Matilde Salamanca, dont la propriété par disposition testamentaire est devenu d'abord administré par l'Église (1820 ), puis par décret du directeur suprême Bernardo O'Higgins, en date du 1er septembre 1821, donné à la charité publique. Il était situé sur la rive nord de la rivière Choapa, à côté d'un siège indienne ancienne, qui faisait partie de la "Commit Choapa" et se tint à l'endroit connu aujourd'hui comme Chalinga. En 1897, Salamanca avait déjà 2 000 habitants, alors que 367 Chalinga enregistré documents qui datent, qui est décrit comme un petit village dont l'usine comprend 48 blocs divisés par des rues droites de largeur régulière. Église avait déjà, Télégraphes et l'état civil et le siège de la municipalité constituée avec juridiction sur les subdivisions de Peralillo, Cerro Chico et Salamanca.

## Culture
Cette ville est surnommée d'après les croyances : « La ciudad de las Brujas » Ville des sorcières, c'est d'ailleurs l'emblème de la ville[réf. nécessaire].
Salamanca a sa chanson connue par tous ses habitants[réf. nécessaire] :
« Salamanca mi tierra hermosa
Jamas te olvidare
Salamanca mi pueblo hermoso
Jamas te dejare
Salamanca tierra
De gente noble de gente noble... »
« Salamanca ma jolie vallée
Jamais je ne t'oublierais
Salamanca Mon joli village
Jamais je ne te laisserais
Salamanca Terre
De Grands noms... »

## Galerie

Position de Salamanca (en rouge) au sein de la Région de Coquimbo.

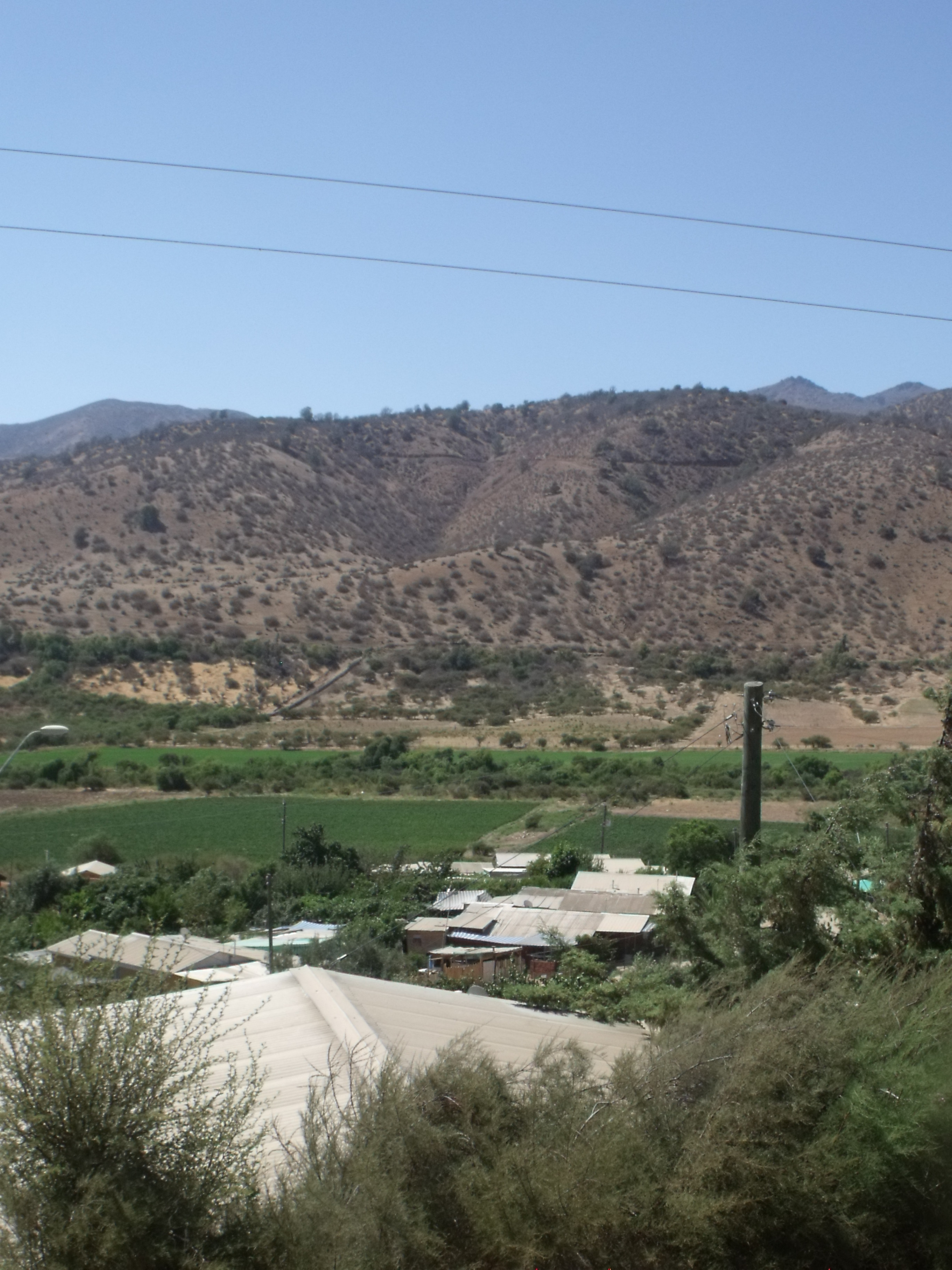
le village Chuchini
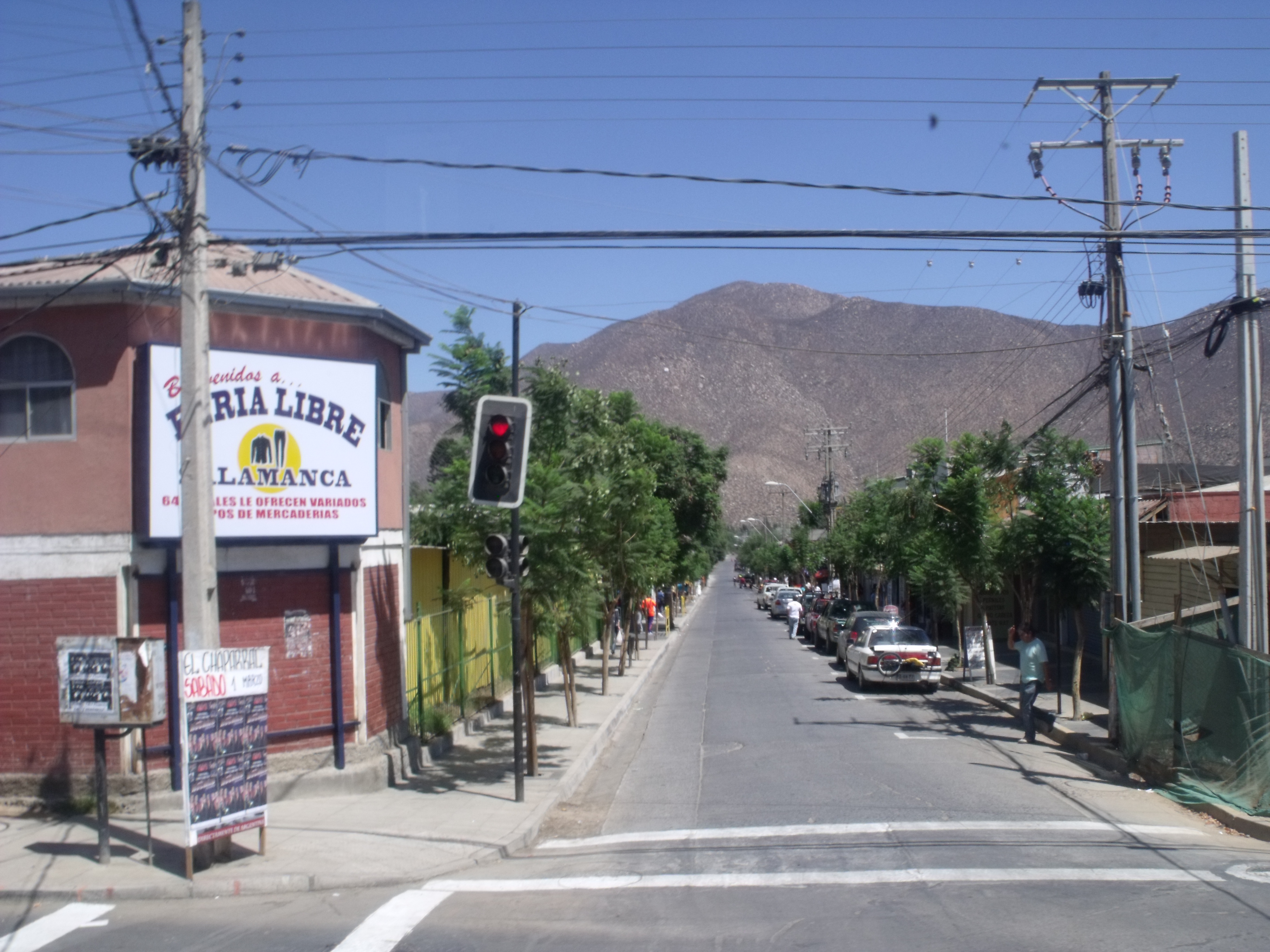
Bienvenue à Salamanca
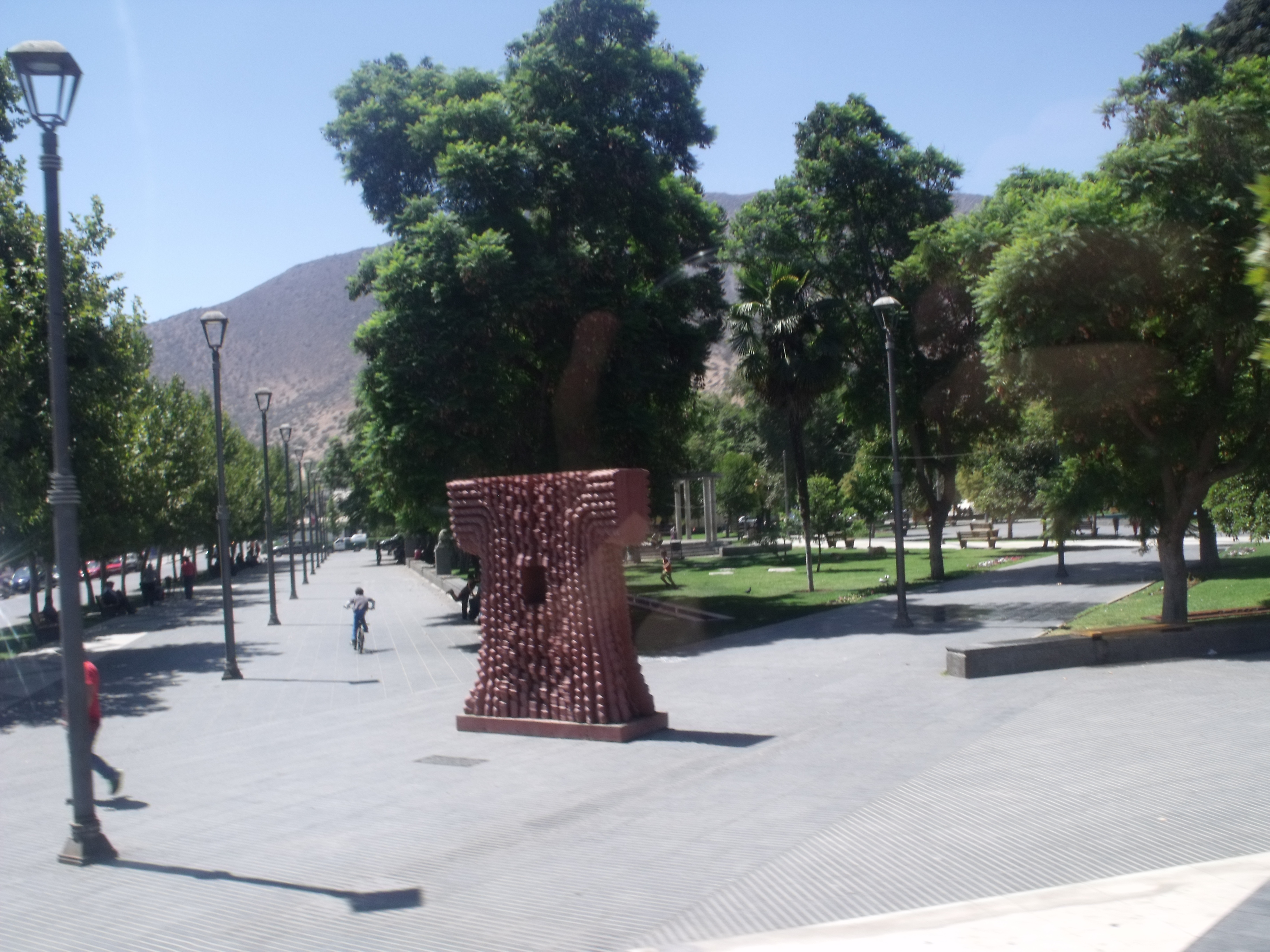
Plaza de Aguirre